# 台湾石虎足球隊
台湾石虎足球隊 (中: 台灣石虎足球隊, 英: Tatung Football Club) は、中華民国台北市を本拠地とするサッカークラブである。1963年に設立された、台湾最古のサッカークラブである。2022年現在、社会人甲級リーグに所属している。
2021年までの名称は大同足球隊であり、国内リーグ等では北市大同の名称で呼ばれていた。

## 獲得タイトル

### 国内タイトル
- 台湾社会人甲級サッカーリーグ：3回
  - 2017, 2018, 2019
- エンタープライズ・フットボールリーグ (インターシティフットボールリーグの前身)：2回
  - 2005, 2006
- インターシティフットボールリーグ：1回
  - 2007
- CTFAカップ：3回
  - 1990, 1996, 2005
- プレジデンツカップ：2回
  - 1997, 1998

### 招待参加
- Peace Invitational Challenge Cup：2006
- World Chinese Cup Invitational Championship：2005
- ハワイチャレンジカップ：2005

## AFC主催大会での成績
- AFCプレジデンツカップ: 2回出場

2006：準決勝敗退
2007：グループステージ敗退

## 歴代監督
- 陳敬輝 1963-不明
- 李天参 不明-1988
- 強木在 1988-